# 碳化三镍
碳化三镍是一种无机化合物，化学式为Ni3C。它可由镍和碳或甲烷反应制得：
3 Ni + C → Ni3C
3 Ni + CH4 → Ni3C + 2 H2
它是灰黑色粉末，可以稳定至380~400 °C。它在室温可以缓慢和盐酸反应，但不会产生积碳。稀硝酸可以将其溶解，稀硫酸会使之积碳。它是三方晶系晶体，空间群R3c，晶胞参数a=458 pm, c=1299 pm。